# Орленко Сергій Леонідович
Сергій Леонідович Орленко — голова Національного агентства екологічних інвестицій України (від 14.04.2011 — Державне агентство екологічних інвестицій, згідно із указом президента № 455/2011).

## Кар'єра
Призначений на посаду розпорядженням Кабінету Міністрів України № 697 від 31 березня 2010. До 31.03.2010 працював директором Фонду цільових екологічних інвестицій. Фонд у той же час виконував державне замовлення щодо підготовки Національного звіту про кадастр викидів парникових газів та їх поглинання в Україні. Дружина С. Орленка, Наталія Орленко, є членом спостережної ради Фонду цільових екологічних інвестицій.
Згідно з результатами оцінки експертами ООН даних Національного звіту про кадастр викидів парникових газів та їхнє поглинання в Україні, який був підготовлений Фондом цільових екологічних інвестицій, Україна може втратити право передачі вуглецевих одиниць за Кіотським протоколом.

## Родина
Батько: Орленко Леонід Сергійович (1924—2004) — український педагог, учасник німецько-радянської війни.